# Luciano Rincón
Luciano Rincón Vega (Santoña, 1933-Bilbao, 4 de septiembre de 1993) fue un periodista y escritor español, que usó los seudónimos «Luis Ramírez», «Raúl Martín», «Anchón Achalandabaso» y «Ángel Suárez», entre otros.
Como periodista, trabajó en publicaciones como Gran Vía, Tribuna Vasca, La Gaceta del Norte o El Correo Español.
Fue autor de obras como Nuestros primeros veinticinco años (1964) y  Francisco Franco: historia de un mesianismo (1964), ambas publicadas por la editorial Ruedo Ibérico de París —de cuyo fundador, José Martínez, Rincón era amigo— y de la novela Mañana, crónica anticipada, entre otras. Mantuvo posiciones antifranquistas, razón por la cual fue condenado por el Tribunal de Orden Público a cinco años de prisión.
Con el final de la dictadura, evolucionó hacia posiciones críticas con el nacionalismo vasco, tanto el democrático como el violento. Fruto de ello fue el ensayo ETA (1974-1984).[cita requerida]